# 秦凡淇
秦凡淇（1997年8月26日—），中国大陆創作歌手，出生於四川省資陽市，畢業於四川音樂學院流行演唱系。2019年於《這就是原創》節目出道，2020年1月成為「劉歡音樂基金」首位獲獎者，2月參加《歌手·當打之年》，於第三輪排位賽擔任奇襲歌手，對黃霄雲發動奇襲，結果失敗。

## 簡歷
秦凡淇出生於四川省資陽市，2019年畢業於四川音樂學院流行演唱系。
2019年3月，秦凡淇參加《這就是原創》節目，至第9期（9進6）時淘汰，第11期復活賽未能復活成功。
2020年1月11日，秦凡淇成為「劉歡音樂基金」首個獲獎者，劉歡親赴秦凡淇家中，頒發獲獎證書和人民幣一百萬元支票。2月29日，以奇袭歌手身份参加湖南卫视《歌手·当打之年》，結果以187票對304票，奇襲黃霄雲失敗。

## 参演节目

### 《這就是原創》參賽經歷
| 期目   | 播出日期   | 演唱曲目                 | 備註                           |
| 第1期  | 2019-03-09 | 《吃烤雞》               |                                |
| 第3期  | 2019-03-23 | 《泥女士，分手吧》       |                                |
| 第4期  | 2019-03-30 | 《紅的夢》               | 晉級（40進20）                 |
| 第5期  | 2019-04-06 | 《不透氣的房間》         | 晉級（20進16）                 |
| 第7期  | 2019-04-20 | 《小孩別走》             | 加入王嘉爾戰隊，晉級（16進12） |
| 第8期  | 2019-04-27 | 《我哥》（與瑪斯卡合作） | 晉級（12進9）                  |
| 第9期  | 2019-05-04 | 《我的性別是女》         | 淘汰（9進6）                   |
| 第11期 | 2019-05-18 | 《他她回憶錄》           | 復活賽淘汰                     |

### 《歌手·當打之年》參賽經歷
| 期目   | 播出日期   | 演出曲目及原唱            | 结果及备注           |
| 第五集 | 2020-03-06 | 《不透氣的房間》 / 秦凡淇 | “奇袭”黄霄，結果失敗 |

## 外部連結
- （简体中文）秦凡淇種番茄的微博